# Templo de Castor e Pólux
Templo de Castor e Pólux (em italiano:  Tempio dei Dioscuri) ou Templo dos Dióscuros é um antigo templo no Fórum Romano dedicado aos irmãos Castor e Pólux e construído originalmente como agradecimento pela vitória na Batalha do Lago Regilo (495 a.C.). Castor e Pólux (em grego: Πολυδεύκης; romaniz.: Polydeúces) eram os dióscuros, os "gêmeos" da constelação de Gemini, os filhos de Zeus (Júpiter) e Leda, cujo culto chegou a Roma vindo da Grécia através da Magna Grécia no sul da Itália.

## Fundação

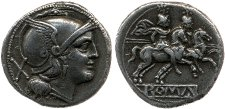
Moeda romana representando os dióscuros

O último rei de Roma, Lúcio Tarquínio Soberbo, e seus aliados, os latinos, declararam guerra contra a ainda incipiente República Romana. Antes da batalha, o ditador Aulo Postúmio Albo Regilense jurou construir um templo aos Dióscuros se Roma vencesse.
De acordo com a lenda, Castor e Pólux apareceram no campo de batalha como dois habilidosos cavaleiros para socorrer os romanos. E, depois que a batalha foi vencida, apareceram novamente no Fórum Romano para dar água aos seus cavalos na Fonte de Juturna (Lacus Juturnae), anunciando assim sua vitória. O templo foi construído no exato local onde eles teriam aparecido.
Um dos filhos de Postúmio foi eleito duúnviro para dedicar o templo em 15 de julho (os idos de julho) de 484 a.C..

## História

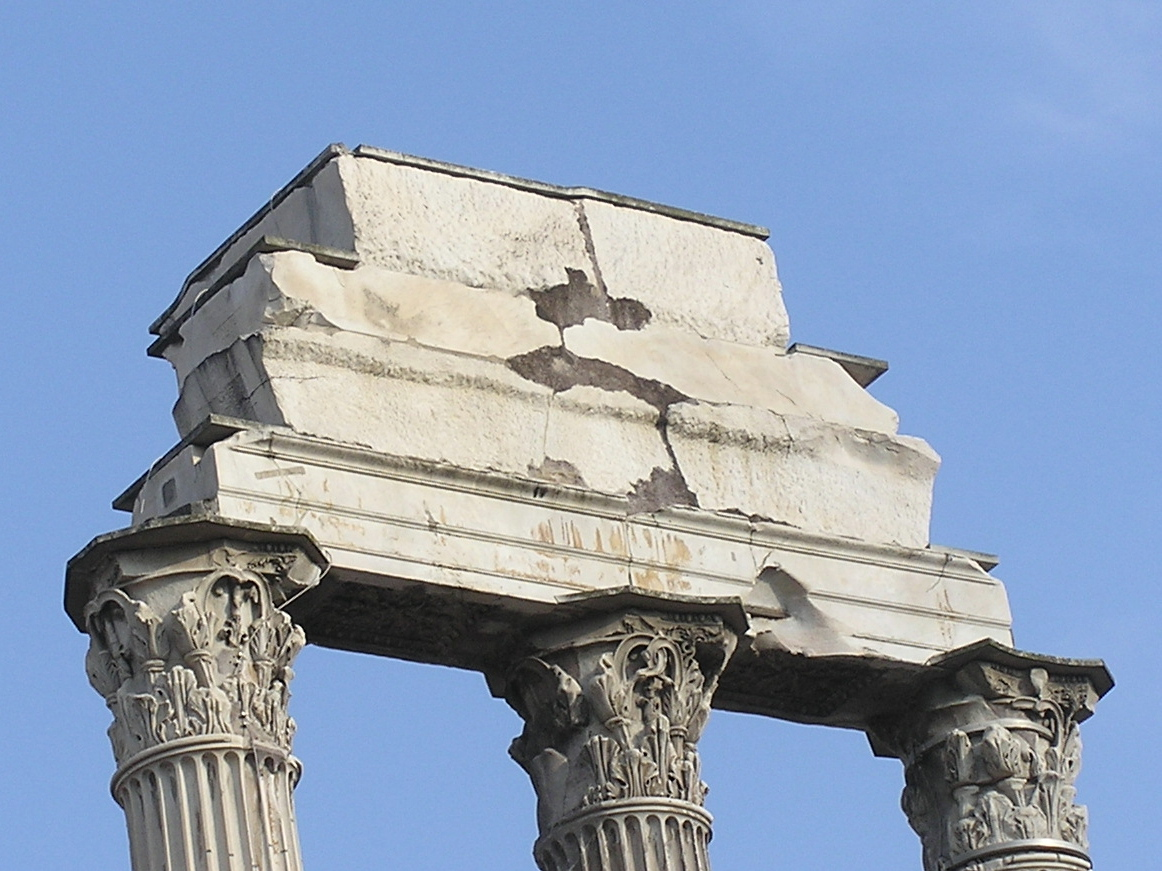
Detalhe dos capitéis coríntios e o que restou do entablamento.

Durante o período republicano, o templo serviu como ponto de encontro para o Senado Romano e, a partir de meados do século II a.C., a frente do pódio passou a servir como plataforma para quem estivesse falando. Durante o período imperial, o templo abrigava o escritório de pesos e medidas e serviu como depósito para o tesouro do estado.
O templo arcaico foi completamente reconstruído e ampliado em 117 a.C. por Lúcio Cecílio Metelo Dalmácio depois de sua vitória sobre os dálmatas. Caio Verres restaurou-o novamente em 73 a.C. Em 14 a.C., um incêndio destruiu boa parte do fórum, inclusive o templo, e Tibério, o filho adotivo de Augusto (e filho natural de Lívia), e seu herdeiro, reconstruiu-o. O templo de Tibério foi dedicado em 6 d.C. e as ruínas visíveis atualmente são deste templo, com exceção do pódio, que é da época de Metelo.
De acordo com Edward Gibbon, o templo de Castor e Pólux servia como um local para encontros secretos do Senado Romano. Segundo ele, a revolta senatorial contra o imperador Maximino Trácio em favor do futuro imperador Gordiano I foi instigado ali em 237.
O templo provavelmente já estava desabando no século IV, quando uma parede em frente à Fonte Juturna foi erigida utilizando material reutilizado. Nada se sabe sobre sua história até o século XV, quando apenas três colunas do edifício original ainda estavam de pé. A rua que corria em frente ao edifício já era chamada de "Via do Trio Colunado" (em latim: Via Trium Columnarum) na época.
Em 1760, os Conservadores, temendo um desabamento iminente das colunas, erigiram um andaime para efetuar reparos. Tanto Piranesi quanto o jovem arquiteto inglês George Dance, o Jovem, conseguiram subir e realizaram diversas medidas. Dance mandou fazer "um modelo do melhor exemplo da ordem coríntia provavelmente do mundo inteiro", como ele mesmo reportou ao seu pai.
Hoje o pódio ainda está no local, mas sem o revestimento, assim como as três colunas e um pedaço do entablamento, uma das mais famosas imagens do Fórum Romano.

## Arquitetura
O templo octostilo era peripteral, com oito colunas coríntias nos lados mais estreitos e onze nos mais longos. Havia uma única cela pavimentada com mosaicos. O pódio mede 32 x 49,5 metros e 7 metros de altura. O edifício foi construído em opus caementicium e estava originalmente revestido com lajes de tufo, removidas depois. De acordo com fontes antigas, o templo tinha uma escadaria central única que dava acesso ao pódio, mas as escavações identificaram duas outras escadas laterais.

## Arqueologia
O complexo do templo foi escavado e estudado entre 1983 e 1989 por uma missão arqueológica conjunta das acadêmias nórdicas em Roma, lideradas por Inge Nielsen e B. Poulsen.